# Badminton na Letnich Igrzyskach Olimpijskich 2004 – gra podwójna mężczyzn
W męskim turnieju podwójnym badmintona na igrzyskach olimpijskich w Atenach wzięły udział 22 pary z 14 krajów. Wystartowała też polska para - Robert Mateusiak i Michał Łogosz.

## Medaliści
| Złoty   | Kim Dong-moon i Ha Tae-kwon  | Korea Południowa |
| Srebrny | Lee Dong-soo i Yoo Yong-sung | Korea Południowa |
| Brązowy | Eng Hian i Flandy Limpele    | Indonezja        |

## Wyniki

### 1/16 finału
| Zawodnik 1                               | Wynik             | Zawodnik 2                              |
| ---------------------------------------- | ----------------- | --------------------------------------- |
| Lars Paaske & Jonas Rasmussen            |                   | wolny los                               |
| Yim Bang-eun & Kim Yong-hyun             |                   | wolny los                               |
| Eng Hian & Flandy Limpele                |                   | wolny los                               |
| Anthony Clark & Nathan Robertson         | 15:5, 15:9        | Sudket Prapakamol & Patapol Ngernsrisuk |
| Kim Dong-moon & Ha Tae-kwon              |                   | wolny los                               |
| Robert Mateusiak & Michał Łogosz         | 15:11, 3:15, 15:8 | Tri Kush Aryanto & Sigit Budiarto       |
| Zheng Bo & Sang Yang                     |                   | wolny los                               |
| Chan Chong Ming & Chew Choon Eng         | 15:1, 15:4        | Theodoros Velkos & George Patis         |
| Lee Dong-soo & Yoo Yong-sung             | 15:3, 15:9        | José Antonio Crespo & Sergio Llopis     |
| Luluk Hadiyanto & Alvent Yulianto        |                   | wolny los                               |
| Pramote Teerawiwatana & Tesana Panvisvas | 15:3, 15:9        | Ashley Brehaut & Travis Denney          |
| Choong Tan Fook & Lee Wan Wah            |                   | wolny los                               |
| Howard Bach & Kevin Qi Han               | 15:4, 15:1        | Dorian James & Stewart Carson           |
| Jens Eriksen & Martin Lundgaard Hansen   |                   | wolny los                               |
| Keita Masuda & Tadashi Ohtsuka           |                   | wolny los                               |
| Fu Haifeng & Cai Yun                     |                   | wolny los                               |

### 1/8 finału
| Zawodnik 1                               | Wynik             | Zawodnik 2                             |
| ---------------------------------------- | ----------------- | -------------------------------------- |
| Lars Paaske & Jonas Rasmussen            | 15:7, 6:15, 12:15 | Yim Bang-eun & Kim Yong-hyun           |
| Eng Hian & Flandy Limpele                | 15:7, 15:12       | Anthony Clark & Nathan Robertson       |
| Kim Dong-moon & Ha Tae-kwon              | 15:9, 15:2        | Robert Mateusiak & Michał Łogosz       |
| Zheng Bo & Sang Yang                     | 15:11, 15:7       | Chan Chong Ming & Chew Choon Eng       |
| Lee Dong-soo & Yoo Yong-sung             | 15:10, 15:11      | Luluk Hadiyanto & Alvent Yulianto      |
| Pramote Teerawiwatana & Tesana Panvisvas | 10:15, 13:15      | Choong Tan Fook & Lee Wan Wah          |
| Howard Bach & Kevin Qi Han               | 6:15, 4:15        | Jens Eriksen & Martin Lundgaard Hansen |
| Keita Masuda & Tadashi Ohtsuka           | 7:15, 17:16, 9:15 | Fu Haifeng & Cai Yun                   |

### 1/4 finału
| Zawodnik 1                             | Wynik              | Zawodnik 2                    |
| -------------------------------------- | ------------------ | ----------------------------- |
| Yim Bang-eun & Kim Yong-hyun           | 1:15, 10:15        | Eng Hian & Flandy Limpele     |
| Kim Dong-moon & Ha Tae-kwon            | 15:7, 15:11        | Zheng Bo & Sang Yang          |
| Lee Dong-soo & Yoo Yong-sung           | 11:15, 15:11, 15:9 | Choong Tan Fook & Lee Wan Wah |
| Jens Eriksen & Martin Lundgaard Hansen | 3:15, 15:11, 15:8  | Fu Haifeng & Cai Yun          |

### 1/2 finału
| Zawodnik 1                   | Wynik            | Zawodnik 2                             |
| ---------------------------- | ---------------- | -------------------------------------- |
| Eng Hian & Flandy Limpele    | 8:15, 2:15       | Kim Dong-moon & Ha Tae-kwon            |
| Lee Dong-soo & Yoo Yong-sung | 9:15, 15:5, 15:3 | Jens Eriksen & Martin Lundgaard Hansen |

### o 3. miejsce
| Zawodnik 1                | Wynik       | Zawodnik 2                             |
| ------------------------- | ----------- | -------------------------------------- |
| Eng Hian & Flandy Limpele | 15:13, 15:7 | Jens Eriksen & Martin Lundgaard Hansen |

### Finał
| Zawodnik 1                  | Wynik       | Zawodnik 2                   |
| --------------------------- | ----------- | ---------------------------- |
| Kim Dong-moon & Ha Tae-kwon | 15:11, 15:4 | Lee Dong-soo & Yoo Yong-sung |